# Залозний шлях
Зало́зний шлях, залозник — сухопутна частина торгового шляху, яка розпочиналася від Канева, лівим берегом Дніпра йшла на Переяслав, Лукомль, Лтаву (Полтава), до верхів'я річки Мож (притока Сіверського Дінця), далі — «за лози» (густий верболозовий Голубий ліс (лозняк) за плавнями обабіч притоки Дніпра — р. Самара, та її притоки р. Вовча[відсутнє в джерелі], нині ліс у Дніпропетровській області) до верхів'я р. Самара, потім до верхів'я р. Кальміус, і до гирла р. Дон. Один із давніх торговельних шляхів, що з'єднував Київ з Тмутороканню, Малою Азією і країнами Сходу.
Зало́зний шлях згадується в літописах під 1168 та 1170 роками. Про напрямок цього шляху в походження його назви висловлюються різні припущення, але більшість дослідників вважає, що Залозний шлях ішов до Азовського моря й далі до Тмуторокані. З літописів відомо, що Грецький шлях і Залозний шлях зближалися біля Канева. Деякі дослідники пов'язують назву шляху з тим, що він проходив «за лозами», тобто за дніпровими плавнями та територією на схід від них, де росла лоза. Інші дослідники вважають, що Залозний шлях проходив степовою частиною Північного Причорномор'я на Лівобережжі Дніпра, де торговим караванам загрожували кочівники й тому цей шлях був «залазьний», тобто небезпечний. Для безпеки торговельних караванів від нападів степових кочівників князі надавали купцям збройний конвой, який утримували поблизу Канева.
З Залозним шляхом пов'язується назва міста Лозова в Харківській області.
За думкою радянського письменника В. Г. Яна назва «Залозний» походить від слова «залізо», яке нібито доставлялось цім шляхом.
Залозний шлях мав важливе значення в торгових і політичних зв'язках Русі та Малої Азії.